# Mesoleptus semiflavus
Mesoleptus semiflavus là một loài tò vò trong họ Ichneumonidae.